# Betty Lou Keim
Betty Lou Keim (Malden, 27 de septiembre de 1938–Chatsworth, 27 de enero de 2010), fue una actriz de teatro, televisión y cine estadounidense.

## Biografía
Keim era hija de un coreógrafo y una bailarina, que se trasladaron a Nueva York cuando ella tenía cinco años. Su padre comenzó a darle lecciones de danza y voz a los seis años. Su debut en el teatro llegó a los siete años bajo la dirección de José Ferrer en Strange Fruit y su debut en Broadway llegó con A Roomful of Roses en 1956 donde tuvo un papel destacado por la crítica. Otros de sus trabajos de Broadway son The Remarkable Mr. Pennypacker (1953), Texas, Li'l Darlin' (1949) y Crime and Punishment (1947).
Keim también actuó en televisión, sobre todo como invitada de numerosas series de televisión. En 1953, protagonizó su propia sitcom My Son Jeep de corta duración en antena.
Tres años después, hizo su debut en el cine junto a Barbara Stanwyck y James Cagney en These Wilder Years. Ese mismo año, repitió el papel que hizo en Broadway de A Roomful of Roses en su adaptación acine Teenage Rebel como hija de Ginger Rogers. En 1957, tuvo un papel secundario en The Wayward Bus. En 1958, apareció en Como un torrente (Some Came Running ). Su último papel fue en la serie de televisión The Deputy entre 1959 y 1960.
Cuando Keim se retiró de la pantalla en 1960, se casó con el actor Warren Berlinger, con el que tuvo cuatro hijos. Murió en su casa de Chatsworth (California) a los 71 años a causa de un cáncer de pulmón.